# Колочавська сільська рада
| Колочавська сільська рада — колишній орган місцевого самоврядування у Міжгірському районі Закарпатської області з адміністративним центром у с. Колочава. Сільській раді були підпорядковані населені пункти: - с. Колочава - с. Горб - с. Мерешор |

## Склад ради
Рада складалася з 30 депутатів та голови.

## Керівний склад сільської ради
| ПІБ                      | Основні відомості                                                 | Дата обрання | Дата звільнення |
| ------------------------ | ----------------------------------------------------------------- | ------------ | --------------- |
| Хланта Юрій Павлович     | Сільський голова, 1970 року народження, освіта, безпартійний      | 26.03.2006   | 31.10.2010      |
| Хланта Юрій Павлович     | Сільський голова, 1970 року народження, освіта вища, безпартійний | 31.10.2010   | 09.09.2012      |
| Худинець Василь Іванович | Сільський голова, 1980 року народження, освіта вища, безпартійний | 09.09.2012   |                 |

Примітка: таблиця складена за даними джерела

## Населення
За переписом населення України 2001 року в сільській раді мешкало 7155 осіб.

### Мова
Розподіл населення за рідною мовою за даними перепису 2001 року:
| Мова       | Відсоток |
| ---------- | -------- |
| українська | 99,85 %  |
| російська  | 0,15 %   |